# Roger Daltrey
Roger Daltrey CBE (Londres, Anglaterra, 1 de març de 1944) és un cantant de rock anglès, famós principalment per ser la veu del grup The Who format a Londres el 1964.
Daltrey és reconegut com una de les distintives i poderoses veus en la història de la música rock. En escena es distingia a més per una poderosa presència i pel seu distintiu moviment amb el micròfon al que agitava com un llaç de vaquer. Des de 1973 alterna una carrera com a solista al costat de les seves aparicions amb la banda. També va participar com a actor en films com Lisztomania i en la versió filmada de l'opera rock Tommy. Encara que The Who va deixar de fer discos l'any 1983, no van deixar d'estar de gira amb Pete Townshend, Daltrey va seguir gravant discos com a solista, l'últim, "Rocks in the Head", de 1992.